# Lantenne-Vertière
Lantenne-Vertière ist eine französische Gemeinde mit 545 Einwohnern (Stand: 1. Januar 2022) im Département Doubs in der Region Bourgogne-Franche-Comté.

## Geographie
Lantenne-Vertière liegt auf einer Höhe von 240 m über dem Meeresspiegel, sechs Kilometer nördlich von Saint-Vit und etwa 18 Kilometer westlich der Stadt Besançon (Luftlinie). Das Dorf erstreckt sich in der leicht gewellten Landschaft zwischen den Flussläufen von Doubs im Süden und Ognon im Norden, in der Talmulde des Ruisseau de Lantenne.
Die Fläche des 9,88 km² großen Gemeindegebiets umfasst einen Abschnitt südlich des Ognon. Der Hauptteil des Gebietes ist leicht gewellt und überwiegend von Acker- und Wiesland bestanden, daneben gibt es auch einige Waldflächen. Von Westen nach Osten wird die Landschaft von der Talmulde des Ruisseau de Lantenne durchquert. Nach Süden erstreckt sich das Gemeindeareal über das Plateau bis in die breite Talniederung des Ruisseau de Recologne (auch Ruisseau du Breuil genannt), der zum Ognon entwässert. Im äußersten Nordwesten steigt das Gelände zur Anhöhe von Vauboulon an. Diese gehört zu den nordöstlichen Ausläufern des Massif de la Serre. Mit 311 m wird am Südabhang dieser Anhöhe die höchste Erhebung von Lantenne-Vertière erreicht.
Die Gemeinde besteht aus folgenden Ortsteilen:
- Lantenne (240 m) in der Talmulde des Ruisseau de Lantenne
- Vertière (260 m) auf dem Plateau nördlich des Tals des Ruisseau de Lantenne

Nachbargemeinden von Lantenne-Vertière sind Courchapon und Burgille im Norden, Lavernay und Corcelles-Ferrières im Osten, Ferrières-les-Bois und Mercey-le-Grand im Süden sowie Étrabonne im Westen.

## Geschichte
Erstmals urkundlich erwähnt wird Lantenne im 12. Jahrhundert unter dem Namen Lentena. Im Lauf der Zeit folgten die Schreibweisen Lanthene, Lanthena und Lanthenes. Vom 12. bis zum 16. Jahrhundert ist die Adelsfamilie von Lantenne nachgewiesen. Später gehörte das Dorf teils der Herrschaft Cordiron, teils der Herrschaft Étrabonne. Zusammen mit der Franche-Comté gelangte Lantenne mit dem Frieden von Nimwegen 1678 definitiv an Frankreich. Bereits im 17. Jahrhundert wurde die Ziegelei gegründet, die heute zu den modernsten von Europa gehört. Seit der Zeit der Französischen Revolution bildeten Lantenne und Vertière eine Doppelgemeinde. Heute ist Lantenne-Vertière Mitglied des Gemeindeverbandes Val Marnaysien.

## Sehenswürdigkeiten

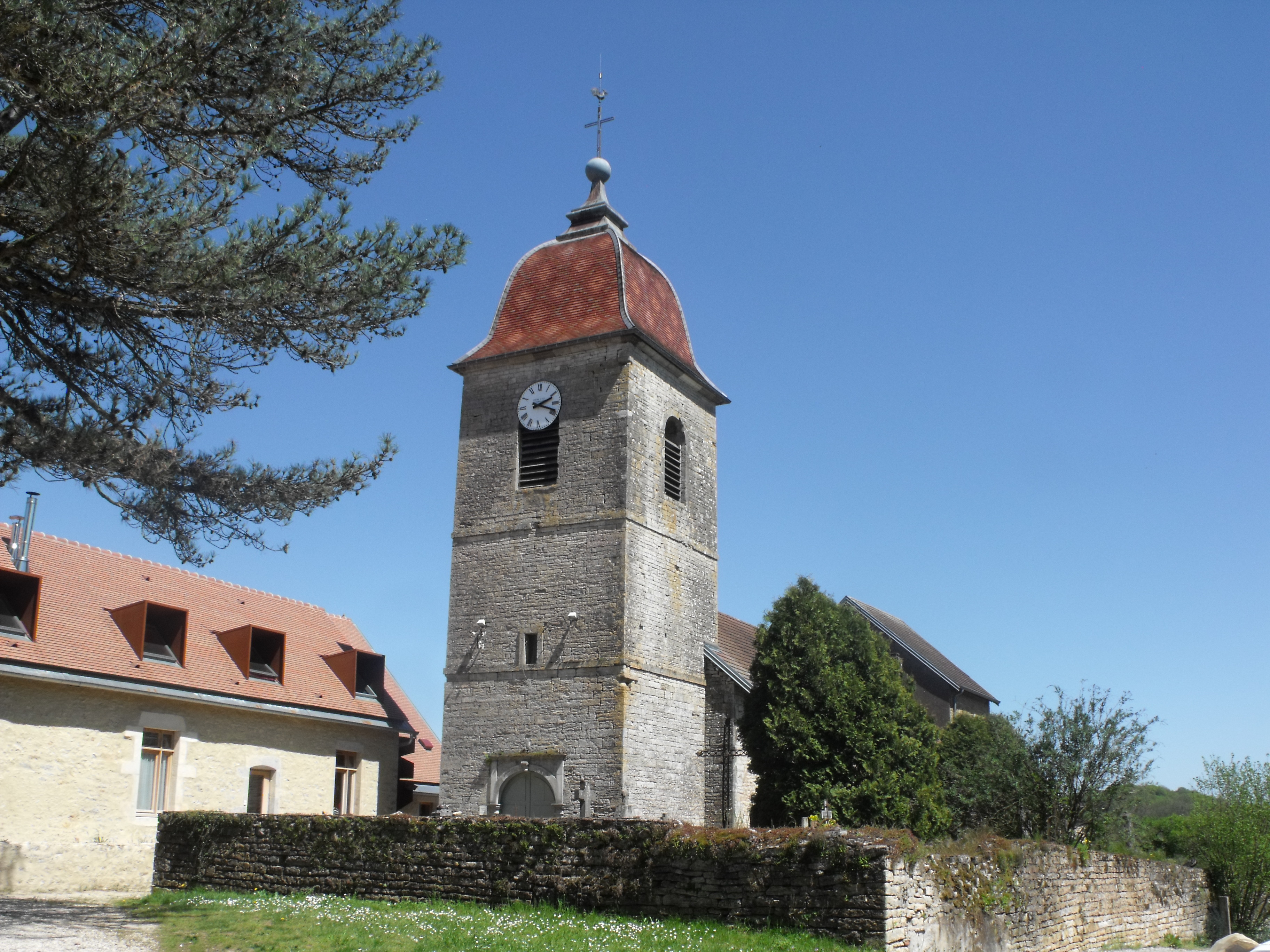
Kirche Saint-Laurent

Die Dorfkirche Saint-Laurent in Lantenne stammt ursprünglich aus dem 14. Jahrhundert, das Schiff wurde jedoch im 18. Jahrhundert weitgehend neu erbaut. Im 16. Jahrhundert wurde das Schloss errichtet, das von zwei Rundtürmen flankiert wird. Der alte Ortskern ist geprägt durch verschiedene Bauernhäuser aus dem 17. bis 19. Jahrhundert im charakteristischen Stil der Franche-Comté.

## Bevölkerung
| Jahr                       | 1962 | 1968 | 1975 | 1982 | 1990 | 1999 | 2016 |
| Einwohner                  | 289  | 272  | 273  | 277  | 311  | 458  | 535  |
| Quellen: Cassini und INSEE |      |      |      |      |      |      |      |

Mit 545 Einwohnern (Stand 1. Januar 2022) gehört Lantenne-Vertière zu den kleinen Gemeinden des Départements Doubs. Nachdem die Einwohnerzahl in der ersten Hälfte des 20. Jahrhunderts klar abgenommen hatte (1896 wurden noch 403 Personen gezählt), wurde seit Beginn der 1980er Jahre wieder ein deutliches Bevölkerungswachstum verzeichnet.

## Wirtschaft und Infrastruktur
Lantenne-Vertière war bis weit ins 20. Jahrhundert hinein ein vorwiegend durch die Landwirtschaft (Ackerbau, Obstbau und Viehzucht) geprägtes Dorf. Daneben gibt es heute einige Betriebe des lokalen Kleingewerbes, darunter mechanische Werkstätten und eine Käserei. Wichtigste Arbeitgeberin ist jedoch die Ziegelei Koramic Tuiles. Mittlerweile hat sich das Dorf auch zu einer Wohngemeinde gewandelt. Viele Erwerbstätige sind Wegpendler, die in der Agglomeration Besançon ihrer Arbeit nachgehen.
Die Ortschaft liegt abseits der größeren Durchgangsachsen an einer Departementsstraße, die von Chemaudin nach Jallerange führt. Der nächste Anschluss an die Autobahn A36 befindet sich in einer Entfernung von ungefähr elf Kilometern. Weitere Straßenverbindungen bestehen mit Mercey-le-Grand, Burgille und Lavernay.